# NGC 4964
إن جي سي 4964 (بالألمانية: NGC 4964) التي يرمز لها بالرمز NGC 4964، هي مجرة، في كوكبة الدب الأكبر.

## الاكتشاف
اكتشفت في 14 أبريل 1789، بواسطة ويليام هيرشل.